# Helicopter Girl
Helicopter Girl, pseudonimo di Jackie Joyce (Dundee, ...), è una cantautrice e produttrice discografica scozzese.

## Biografia
Helicopter Girl ha pubblicato il suo album di debutto, How to Steal the World, nel 2000: il disco è stato candidato al Premio Mercury. È stato seguito quattro anni più tardi da Voodoo Chic, che contiene il singolo Angel City, il suo primo ingresso nella Official Singles Chart all'82ª posizione. Da allora ha realizzato altri due dischi, Metropolitan e Wanda Meant, usciti rispettivamente nel 2008 e nel 2015.

## Discografia

### Album in studio
- 2000 – How to Steal the World
- 2004 – Voodoo Chic
- 2008 – Metropolitan
- 2015 – Wanda Meant

### Singoli
- 2000 – 345 Wonderful
- 2001 – Subliminal Punk
- 2001 – Glove Compartment
- 2004 – Angel City
- 2004 – White Revolving Circles
- 2005 – Umbrellas in the Rain
- 2008 – It Doesn't Get Much Better Than This
- 2008 – Ballerina
- 2015 – It's Coming Up